# 仲築間卓蔵
仲築間 卓蔵（なかつくま たくぞう、1932年 - ）は、日本の労働運動家・平和運動家・元テレビプロデューサー。他に日本ジャーナリスト会議会員・マスコミ文化集団「自由メディア」代表・民放関東シニアの会会長・「マスコミ九条の会」の呼びかけ人を務める。

## 来歴
大分県大分市出身。中央大学第二法学部に入学するも、映画監督を目指し中退。1954年、映画関係者の勧めで日本テレビに入る。配属は編成局広報部番組宣伝担当であった。1970年に民放労連傘下の日本テレビ労働組合副委員長に、次いで1976年委員長にそれぞれ就任。1976年から1979年まで千代田区労協副議長を兼任する。
1985年に労組委員長を退任後制作局に復帰、翌年以降ワイドショーのプロデューサーを務めた。1992年に定年退職するが、1997年まで現役のプロデューサーとして番組制作の現場に関わる。
1998年プロデューサー業を引退。

## かつて担当した主な番組
- ルックルックこんにちは - 1979年から2001年まで送
- ザ・ワイド - 1993年から2007年まで放送

## 著書
- 『いまなぜメディアを読み解く目』（フリーダム、2008年）

## 連載
- 『テレビの本音』（日本ジャーナリスト会議機関紙「ジャーナリスト」）
- 『メディアをよむ』（しんぶん赤旗日曜版）